# Холбонское городское поселение
Городско́е поселе́ние «Холбонское» — муниципальное образование в Шилкинском районе Забайкальского края Российской Федерации.
Административный центр — пгт Холбон.

## История
Статус и границы городского поселения установлены Законом Читинской области от 19 мая 2004 года «Об установлении границ, наименований вновь образованных муниципальных образований и наделении их статусом сельского, городского поселения в Читинской области».

## Население
| 2009  | 2010  | 2011  | 2012  | 2013  | 2014  | 2015  |
| ----- | ----- | ----- | ----- | ----- | ----- | ----- |
| 2474  | ↗3165 | ↘2606 | ↗3099 | ↘3052 | ↘3022 | ↘2969 |
| 2016  | 2017  | 2018  | 2019  | 2020  | 2021  |       |
| ↘2900 | ↘2887 | ↘2824 | ↘2750 | ↘2710 | ↘2292 |       |

## Состав городского поселения
| № | Населённый пункт | Тип населённого пункта      | Население |
| - | ---------------- | --------------------------- | --------- |
| 1 | Арбагар          | село                        | ↘310      |
| 2 | Холбон           | пгт, административный центр | ↘1982     |